# 輝県市
輝県市（きけん-し）は中華人民共和国河南省の新郷市に位置する県級市。

## 行政区画
- 街道:城関街道、胡橋街道
- 鎮:薄壁鎮、峪河鎮、百泉鎮、孟荘鎮、常村鎮、呉村鎮、南村鎮、南寨鎮、上八里鎮、北雲門鎮、占城鎮、冀屯鎮、趙固鎮
- 郷:黄水郷、拍石頭郷、高荘郷、張村郷、西平羅郷、洪洲郷、沙窯郷